# Рад Музеја Војводине
Рад Музеја Војводине је стручни часопис који је 1952. године, под именом Рад војвођанских музеја покренуо Војвођански музеј у Новом Саду. Ова периодика настала је из потребе за сталним службеним аналом који би објављивао резултате делатности музејских радника и установа у Војводини и резултате њиховог научноистраживачког и стручног рада. Због измене назива музеја 1992. године, часопис је преименован у Рад Музеја Војводине.

## Концепција
Оригинална концепција публикације је била да обрађује културну историју Војводине у прошлости и садашњости, кроз рад и грађу наших музеја. У начелу, тако је остало до данас.
Часопис је од старта био отворен за приказивање систематски обрађене музејске грађе – предмети везани за археологију, историју, етнологију, историју уметности и природне науке –, за извештаје о ископавањима, за радове из музејско-конзерваторске проблематике, и за текстове о васпитно-образовној делатности музеја. Касније, садржај се осавремењује, и на захтев археолога, којима је недостајао специфичан археолошки часопис, формирају се одељци према струкама.
До броја 25 насловни текст странице импресума био је превођен на француски, а од броја 26 преводи се на енглески језик, пошто је већина резимеа дата на енглеском језику. У броју 27 насловни текст је остао на енглеском језику мада су резимеи дати на немачком, а од броја 28 наслови у садржају давани су на три језика: српскохрватском, енглеском и немачком. Ако је текст био писан на неком другом језику, онда је први превод наслова био на српскохрватском.

## Политика уређивања
Иако је од старта замишљен као редовна годишња публикација, часопис пролази кроз критичне фазе због недостатка сталних финансијских средстава, али и недостатком одговарајућих научних и стручних прилога. Овај проблем настао је због става Уређивачког одбора да предност код објављивања даје радовима музеалаца, што је довело до извесног осиромашења тематике из опште и културне историје Војводине.
Након прве деценије излажења, 1952–1962, када ажурно излази једном годишње, од 1964, због проблема финансирања, долази до застоја у издавању и спајања по више годишта у двоброје. Тек од 1986. године (од броја 26) поново је годишњак а долази и до значајних измена у лику часописа.
Спајањем Војвођанског музеја и Историјског музеја у Новом Саду 1992. године настаје Музеј Војводине и име часописа промењено је у "Рад Музеја Војводине".
Именован је нови Уређивачки одбор часописа али је задржана ранија концепција и став да се и даље публикују радови сарадника и из других институција. Ново име као и нови дизајн корица, преломљен потпуно компјутерски, часопис носи од броја 36.
До 2023. године изашло је 65 бројева часописа.

## Тематика
Комплетна библиографија часописа изашла је 2008. године, а може се скинути и електронски са званичне странице музеја. У публикацији је дат преглед свих тема о којима се писало у овом стручном часопису од његовог оснивања до датума изласка званичне библиографије.